# Razgojna
Razgojna (en serbe cyrillique : Разгојна) est un village de Serbie situé sur le territoire de la Ville de Leskovac, district de Jablanica. Au recensement de 2011, il comptait 774 habitants.

## Histoire

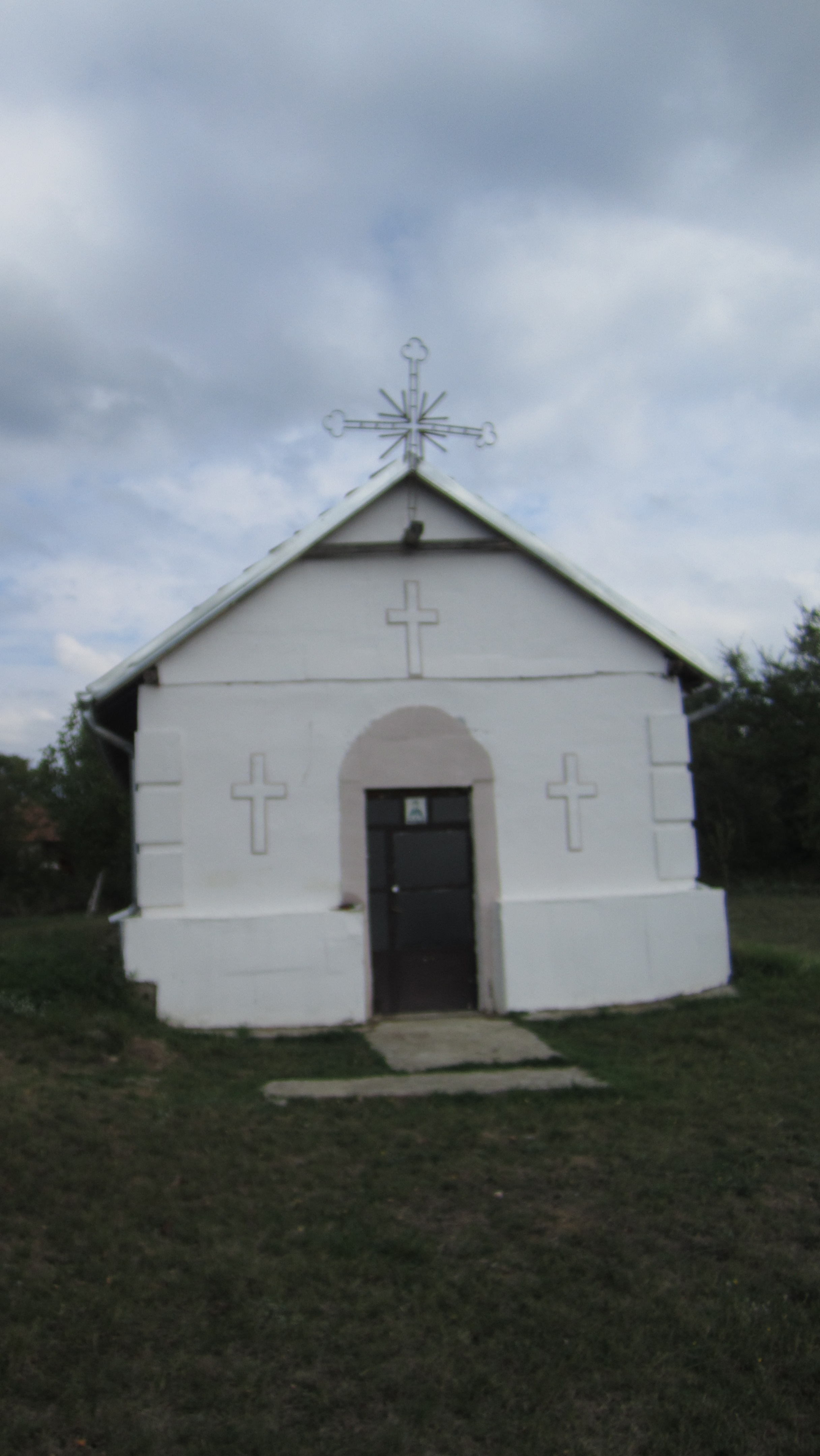
L'église de la Descente-du-Saint-Esprit de Razgojna

## Démographie

### Évolution historique de la population
| 1948  | 1953  | 1961  | 1971  | 1981  | 1991  | 2002 | 2011 |
| ----- | ----- | ----- | ----- | ----- | ----- | ---- | ---- |
| 1 297 | 1 351 | 1 269 | 1 185 | 1 144 | 1 045 | 904  | 774  |

|  |